# 淡紅南鰍
淡紅南鰍（學名：Schistura russa）為輻鰭魚綱鯉形目條鰍科南鰍屬的其中一種。分布於亞洲寮國Nam Tha淡水流域，本魚體細長，口下位，觸鬚3對，頭部扁平，側線不完整，尾鰭略凹，體色為紅褐色，體長可達5公分，棲息在河川底層水域，生活習性不明。

## 扩展阅读
維基物種上的相關：淡紅南鰍